# Cariacica
Cariacica (kariaszika) nagyváros Brazília keleti részén, Espírito Santo államban. Vitóriától 10 km-re nyugatra fekszik és annak agglomerációjához tartozik. 
Ipari központ.
Lakosainak száma 353 491 fő (2022).

## Népesség
A település népességének változása:
| Lakosok száma | 324 285 | 348 738 | 383 917 | 353 491 |
|               | 2000    | 2010    | 2020    | 2022    |